# Liste von Wegweisersäulen im Landkreis Leipzig
- Karte mit allen Koordinaten:
- OSM |
- WikiMap

Diese Aufzählung ist eine Teilliste der Liste von Wegweisersäulen in Sachsen.

## Landkreis Leipzig

### Bad Lausick
| Bild         | Bezeichnung | Lage    | Datierung | Beschreibung | ID       |
| ------------ | ----------- | ------- | --------- | --- | -------- |
| Bild gesucht | Wegestein   | (Karte) | 19. Jh.   | Rochlitzer Porphyrtuff, von verkehrshistorischer Bedeutung Natursteinsäule aus dem 19. Jh., ggf. ursprünglich vorhandene Inschriften nicht mehr erkennbar. Wegestein als Zeugnis der verkehrstechnischen Erschließung des ländlichen Raumes von verkehrsgeschichtlicher Bedeutung | 08973889 |

### Bennewitz
| Bild      | Bezeichnung | Lage                                                                                                 | Datierung | Beschreibung | ID       |
| --------- | ----------- | --- | --------- | --- | -------- |
| Wegestein | Wegestein   | Hauptstraße (Ecke Schulweg, Abzweig nach Leulitz) (Karte)                                            | 19. Jh.   | Sandstein mit Inschrift, Zeugnis der verkehrstechnischen Erschließung des ländlichen Raumes von verkehrsgeschichtlicher Bedeutung. Sandsteinstele, abgefaster oberer Teil mit Inschrift: „Leulitz“ und Richtungspfeil, zeltdachförmiger Abschluss. | 08974198 |
| Wegestein | Wegestein   | (in Verlängerung Wurzener Straße, Straßenkreuzung zwischen Altenbach, Bennewitz und Leulitz) (Karte) | 19. Jh.   | Sandstein mit Inschrift, Wegestein als Zeugnis der verkehrstechnischen Erschließung des ländlichen Raumes von verkehrsgeschichtlicher Bedeutung. Quadratische Sandsteinstele aus dem 19. Jh.mit Inschriften „Altenbach 1/2 St, Pausitz 1 St“", „Leulitz 1/2 St, Wurzen 1 St“. | 08974183 |
| Wegestein | Wegestein   | Zum Planitzwald (Ecke Grimmaische Straße) (Karte)                                                    | 19. Jh.   | Sandstein mit Inschrift, verkehrsgeschichtlich von Bedeutung. Quadratische Natursteinsäule aus dem 19. Jh. mit Inschriften. Wegestein als Zeugnis der verkehrstechnischen Erschließung des ländlichen Raumes von verkehrsgeschichtlicher Bedeutung. Sandsteinstele, Inschrift: „Leulitz 1 St., Polenz 2 St.“ „Wurzen 2 St., Trebsen 1/4 St., Grimma 2 St.“, zeltdachförmiger Abschluss. | 08974049 |

### Brandis
| Bild      | Bezeichnung | Lage                                                     | Datierung | Beschreibung | ID       |
| --------- | ----------- | -------------------------------------------------------- | --------- | --- | -------- |
| Wegestein | Wegestein   | Zweenfurther Straße (Ecke zur Straße Hasenheide) (Karte) | um 1900   | Granitstele mit Inschrift, verkehrshistorische Bedeutung. Quadratische Granitstele aus dem 19. Jh. mit Inschriften. Wegestein als Zeugnis der verkehrstechnischen Erschließung des ländlichen Raumes von verkehrsgeschichtlicher Bedeutung. Inschrift: „Zweenfurth“/ „Beucha“/ „Brandis“ | 08974962 |

### Geithain
| Bild               | Bezeichnung        | Lage                 | Datierung | Beschreibung | ID |
| ------------------ | ------------------ | -------------------- | --------- | ------------ | -- |
| Wegestein Narsdorf | Wegestein Narsdorf | (Karte)              |           |              |    |
| Wegestein Narsdorf | Wegestein Narsdorf | an der B 175 (Karte) |           |              |    |

### Grimma
| Bild             | Bezeichnung      | Lage                                | Datierung | Beschreibung | ID       |
| ---------------- | ---------------- | ----------------------------------- | --------- | --- | -------- |
| Wegestein        | Wegestein        | Hauptstraße 66e (gegenüber) (Karte) | 19. Jh.   | quadratische Porphyrtuffstele mit flacher pyramidaler Spitze mit verwitterter Inschrift, verkehrshistorische Bedeutung. aus dem 19. Jahrhundert, gegebenenfalls ursprünglich vorhandene Inschriften nicht mehr erkennbar. Wegestein als Zeugnis der verkehrstechnischen Erschließung des ländlichen Raumes von verkehrsgeschichtlicher Bedeutung. (Schrift unleserlich, wahrscheinlich Abzweig nach „Kleinbardau/Glasten“)                                                      | 08974430 |
| Wegestein        | Wegestein        | Zum Bahnhof (Karte)                 | 19. Jh.   | Porphyrtuffstele, quadratischer Grundriss, verwitterte Inschrift, verkehrshistorische Bedeutung. Quadratische Natursteinsäule mit flacher pyramidaler Spitze aus dem 19. Jh., gegebenenfalls ursprünglich vorhandene Inschriften nicht mehr erkennbar. Wegestein als Zeugnis der verkehrstechnischen Erschließung des ländlichen Raumes von verkehrsgeschichtlicher Bedeutung.                                                                                                  | 08974458 |
| Bild gesucht     | Wegestein        | (Karte)                             | 19. Jh.   | alte Ortslage Böhlitz, aus Sandstein auf Ziegelsteinsockel, pyramidale Spitze, mit Inschrift, verkehrsgeschichtlich von Bedeutung. Quadratische Natursteinsäule mit flacher pyramidaler Spitze aus dem 19. Jh., ggf. ursprünglich vorhandene Inschriften nicht mehr erkennbar. Inschrift: „Böhlitz: 1/8 St., Roda 1/2 St., ..4 St.“ (Rest unleserlich); Wegestein als Zeugnis der verkehrstechnischen Erschließung des ländlichen Raumes von verkehrsgeschichtlicher Bedeutung. | 08974312 |
| Bild gesucht     | Wegestein        | Zur Schaddelmühle 7 (neben) (Karte) | 19. Jh.   | Porphyr ohne Inschrift, verkehrsgeschichtlich von Bedeutung Quadratische Natursteinsäule aus dem 19. Jahrhundert, ggf. ursprünglich vorhandene Inschriften nicht mehr erkennbar. oben abgerundeter Porphyrtuffstein (jetzt liegend), Wegestein als Zeugnis der verkehrstechnischen Erschließung des ländlichen Raumes von verkehrsgeschichtlicher Bedeutung. | 08974441 |
| Wegestein Böhlen | Wegestein Böhlen | (Karte)                             |           | |          |

### Groitzsch
| Bild         | Bezeichnung | Lage    | Datierung | Beschreibung | ID       |
| ------------ | --- | ------- | --------- | --- | -------- |
| Bild gesucht | Einzeldenkmale der Sachgesamtheit Wiprechtsburg: Burgkapelle, Fragment eines Rundturms und Sammlung von Meilensteinen, Gedenksteinen und Spolien (siehe Sachgesamtheit 09305077) | (Karte) | um 1100   | Eine teilrekonstruierte Burgkapelle über einem Kreisgrundriss mit kreisförmiger Apsis, ein Rundturmfragment in Bruchsteinmauerwerk bis ca. 3 m hoch, als Reste einer wichtigen hochmittelalterlichen Burganlage von großer stadtgeschichtlicher, regionalgeschichtlicher sowie baugeschichtlicher Bedeutung- und Lapidarium mit verkehrsgeschichtlich bedeutenden Grenz- und Wegesteinen. Fundamente und Mauerreste eines Rundturmes, der Kapelle sowie Wallanlage, ca. 25 alte Meilensteine, Spolien, meist Sandstein aus verschiedenen Epochen. → siehe auch Wiprechtsburg | 09257870 |

### Lossatal
| Bild           | Bezeichnung | Lage                          | Datierung           | Beschreibung | ID       |
| -------------- | ----------- | ----------------------------- | ------------------- | --- | -------- |
| Wegestein      | Wegestein   | Falkenhainer Straße (Karte)   | 19. Jh.             | Sandsteinstele, Inschriften, verkehrsgeschichtliche Bedeutung. Sandsteinstele, Inschrift: „Falkenhain, Heyda“ „Schildau, Ochsensaal, Bortewitz, Börln“                                     | 08972662 |
| Wegestein      | Wegestein   | Zum Buchholz 12 (vor) (Karte) | 19. Jh.             | Sandsteinstele, Inschriften in der Einheit Wegestunden, verkehrsgeschichtlich von Bedeutung. Sandsteinstele, Inschrift: „Falkenhain 7/8 St.“ „Dornreichenbach 1/2 St.“.                    | 08972696 |
| Bild gesucht   | Wegestein   |                               | 19. Jh. (Wegestein) | quadratischer Grundriss, Inschriften, Richtungspfeil, verkehrsgeschichtliche Bedeutung | 08972652 |
| Weitere Bilder | Wegestein   | Thammenhain (Karte)           | 19. Jh. (Wegestein) | Sandsteinstele, Inschriften mit Richtungspfeil, verkehrshistorische Bedeutung | 08972650 |
| Bild gesucht   | Wegestein   |                               | 19. Jh. (Wegestein) | verkehrsgeschichtliche Bedeutung | 08972651 |
| Wegestein      | Wegestein   | (Karte)                       | 19. Jh.             | quadratischer Grundriss, Inschriften und Richtungspfeile, verkehrsgeschichtliche Bedeutung. Sandsteinstele, Inschrift: „Schildau Tamhain.“ „Kobershain (verwittert Frauwalde.) Ochsensaal“ | 08972658 |

### Machern
| Bild               | Bezeichnung         | Lage                          | Datierung                 | Beschreibung | ID       |
| ------------------ | ------------------- | ----------------------------- | ------------------------- | --- | -------- |
| Weitere Bilder     | Wegestein           | Dögnitz 1 (gegenüber) (Karte) | 19. Jh.                   | Sandstein, Inschrift außergewöhnlich gestaltet, verkehrsgeschichtlich von Bedeutung. Quadratische Sandsteinstele mit besonderer Gestaltung der Inschriften „Dorf Dögnitz ...gericht Wurzen“, „Machern 1 St.“, „Püchau 1/ St. Nepperwitz 1/4 St.“. Wegestein als Zeugnis der verkehrstechnischen Erschließung des ländlichen Raumes von verkehrsgeschichtlicher Bedeutung. (LfD/2014)                                 | 08973033 |
| Weitere Bilder     | Wegestein Lübschütz | (Karte)                       | 19. Jh., heute Kopie      | Kopie, Inschriften, von verkehrshistorischer Bedeutung. Quadratische Sandsteinstele mit flacher pyramidaler Spitze aus dem 19. Jh. mit Inschriften „Püchau 1/2 St., Karls-Allee“, „Lübschütz 1/4 St., Dögnitz 1/4 St., Wurzen 1 1/2 St.“, sowie der Inschrift „-Duplikat-“ auf der Rückseite. Wegestein als Zeugnis der verkehrstechnischen Erschließung des ländlichen Raumes von verkehrsgeschichtlicher Bedeutung | 08973002 |
| Wegestein Plagwitz | Wegestein Plagwitz  | (Karte)                       | 19. Jh.                   | Sandstein, Inschriften, verkehrshistorische Bedeutung. Quadratische Sandsteinstele mit flacher pyramidaler Spitze aus dem 19. Jahrhundert mit Inschriften „Gerichshain 1 1/4 St.“, „Machern 1 St.“, „Plagwitz“ und weitere verwitterte Inschriftenfragmente. Wegestein als Zeugnis der verkehrstechnischen Erschließung des ländlichen Raumes von verkehrsgeschichtlicher Bedeutung.                                 | 08972999 |
| Wegestein Plagwitz | Wegestein Plagwitz  | Plagwitzer Weg (Karte)        | 19. Jh., erneuert         | Sandstein, Inschriften, von verkehrsgeschichtlicher Bedeutung. Kopie einer quadratischen Sandsteinstele mit Inschriften aus dem 19. Jahrhundert Wegestein als Zeugnis der verkehrstechnischen Erschließung des ländlichen Raumes von verkehrsgeschichtlicher Bedeutung. Inschriften: „Posthausen/Plagwitz 1/2 St.“, „Machern 1/2 St.“                                                                                | 08972997 |
| Weitere Bilder     | Wegestein Püchau    | Hauptstraße (Karte)           | 19. Jh., Schrift erneuert | Sandstein, Inschrift, verkehrshistorische Bedeutung. Quadratische Sandsteinsäule mit Inschriften „Plagwitz 1,7 km“ „Taucha 10 km“ (Farbanstrich). Wegestein als Zeugnis der verkehrstechnischen Erschließung des ländlichen Raumes von verkehrsgeschichtlicher Bedeutung. | 08973010 |

### Markranstädt
| Bild                 | Bezeichnung          | Lage    | Datierung | Beschreibung | ID |
| -------------------- | -------------------- | ------- | --------- | ------------ | -- |
| Wegestein Seebenisch | Wegestein Seebenisch | (Karte) |           |              |    |

### Parthenstein
| Bild           | Bezeichnung      | Lage                           | Datierung         | Beschreibung | ID       |
| -------------- | ---------------- | ------------------------------ | ----------------- | --- | -------- |
| Weitere Bilder | Wegestein Pomßen | Großsteinberger Straße (Karte) | 1. Hälfte 20. Jh. | Quadratische Granitsäule mit Inschriften aus dem 20. Jh. Wegestein als Zeugnis der verkehrstechnischen Erschließung des ländlichen Raumes von verkehrsgeschichtlicher Bedeutung. Der Granitstein trägt die Inschrift: „Naunhof“ „Großbardau“. | 08965866 |
| Weitere Bilder | Wegestein Pomßen | S49 (Karte)                    |                   | |          |

### Rötha
| Bild         | Bezeichnung         | Lage                         | Datierung | Beschreibung | ID       |
| ------------ | ------------------- | ---------------------------- | --------- | --- | -------- |
| Bild gesucht | Wegestein Pötzschau | Dahlitzsch 20b (vor) (Karte) | 19. Jh.   | quadratischer Grundriss, Wegweiser nach Mölbis aus Porphyrtuff, verkehrsgeschichtlich von Bedeutung. Denkmaltext: Quadratische Natursteinsäule mit flacher pyramidaler Spitze aus dem 19. Jh., ggf. ursprünglich vorhandene Inschriften nicht mehr erkennbar. Wegestein als Zeugnis der verkehrstechnischen Erschließung des ländlichen Raumes von verkehrsgeschichtlicher Bedeutung. (LfD/2014) Wegweiser nach Mölbis aus Porphyr, Inschrift unleserlich. | 09259724 |

### Thallwitz
| Bild      | Bezeichnung | Lage                          | Datierung          | Beschreibung | ID       |
| --------- | ----------- | ----------------------------- | ------------------ | --- | -------- |
| Wegestein | Wegestein   | Bahnhofstraße 1 (vor) (Karte) | 19. Jh.            | zum Teil Kopie, Sandstein, Inschriften, verkehrsgeschichtliche Bedeutung. Kopie einer quadratischen Sandsteinsäule mit Inschriften aus dem 19. Jh. Wegestein als Zeugnis der verkehrstechnischen Erschließung des ländlichen Raumes von verkehrsgeschichtlicher Bedeutung. (LfD/2014) Sandsteinpfeiler, Inschrift: Pfeile und Ortsnamen „Eilenburg“ und „Bunitz“, Stein stark überarbeitet bzw. Kopie des historischen Originals. | 08972443 |
| Wegestein | Wegestein   | Wasewitz 38 (neben) (Karte)   | 3. Drittel 19. Jh. | Eine Steinsäule mit Kilometerangaben nach Lossa(3), Thallwitz (1,4), Canitz (1), und Richtungspfeilen, ab 1870, verkehrsgeschichtliche Bedeutung. | 08972264 |

### Wurzen
| Bild           | Bezeichnung             | Lage                     | Datierung         | Beschreibung | ID       |
| -------------- | ----------------------- | ------------------------ | ----------------- | --- | -------- |
| Weitere Bilder | Wegestein Burkhartshain | Diesterwegstraße (Karte) | 19. Jh.           | Sandsteinstele, Inschriften mit Richtungspfeil, verkehrsgeschichtlich von Bedeutung. Wegestein: Sandsteinstele, Inschrift: „Nitzschka St“ „Nemt 3/4 St. St. Wurzen 1 1/4 St. Burkartshain“. | 08973706 |
| Weitere Bilder | Wegestein Dehnitz       | Am Wachtelberg (Karte)   | 1. Hälfte 19. Jh. | Steinwegweiser aus Sandstein, verkehrsgeschichtlich von Bedeutung. Beschriftung „Wurzen“, „Nemt 2,5 km“, Richtungspfeile                                                                    | 09255302 |